# Apion aethiops
Apion aethiops är en skalbaggsart som beskrevs av Herbst 1797. Apion aethiops ingår i släktet Apion, och familjen spetsvivlar. Arten är reproducerande i Sverige.